# Liparochrus nitidicollis
Liparochrus nitidicollis är en skalbaggsart som beskrevs av Blackburn 1905. Liparochrus nitidicollis ingår i släktet Liparochrus och familjen Hybosoridae. Inga underarter finns listade i Catalogue of Life.